# Нахимовский район

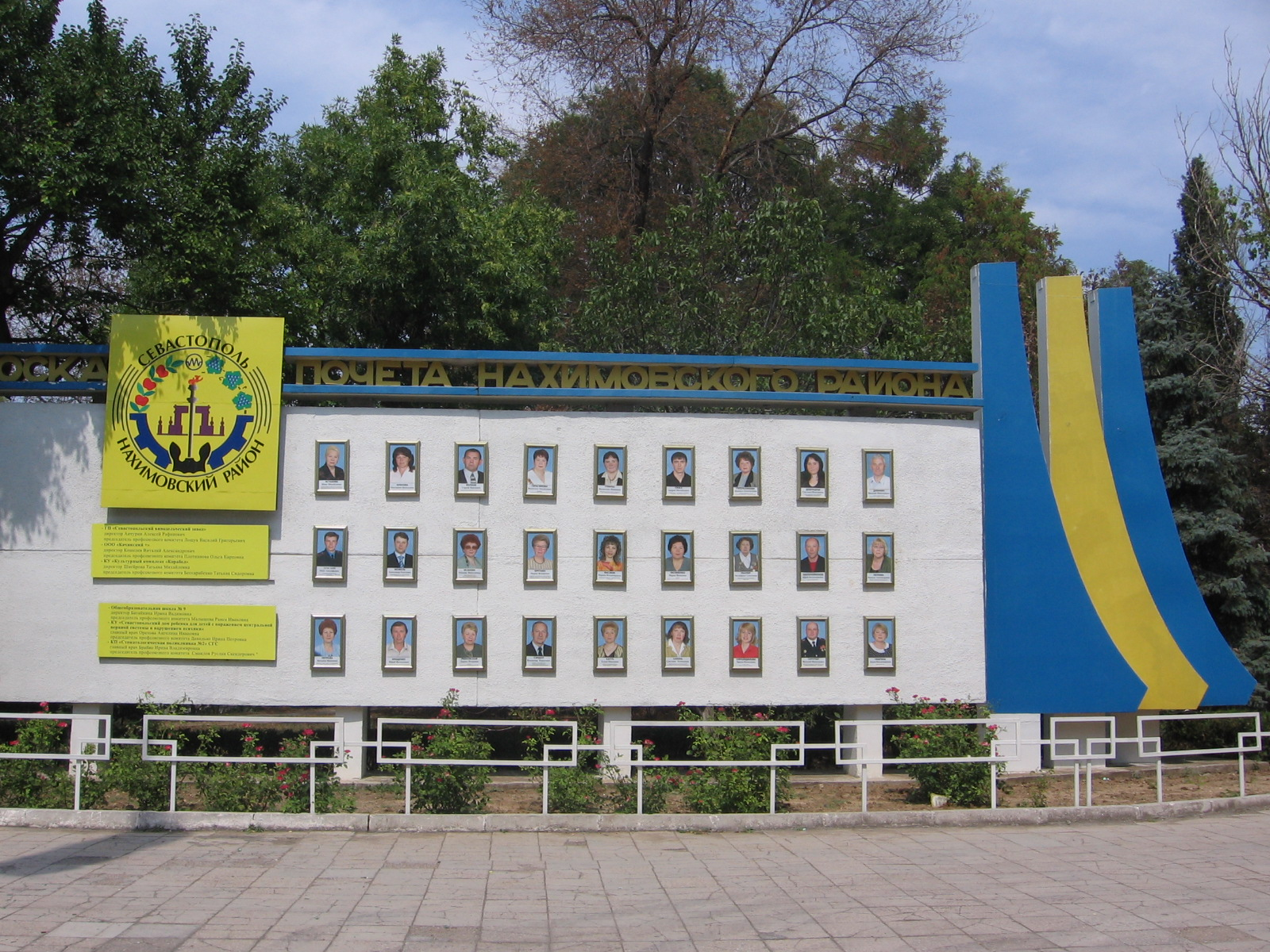
Доска почёта

Нахи́мовский райо́н (укр. Нахімовський район, крымскотат. Nahimov rayonı, Нахимов районы) — один из четырёх административных районов города Севастополя.
Образован в 1957 году путём объединения Корабельного и собственно Нахимовского (называвшегося в 1938—1948 и в 1949—1954 годах Северным районом). Относился к территории, подчинённой Севастопольскому городскому совету, действовал Нахимовский районный совет в г. Севастополе.

## География
Район занимает восточную часть городской черты Севастополя, а также северную и северо-восточную части подчинённых городу сельских территорий с посёлком городского типа Кача.

## Население
| 1959     | 1979     | 1989     | 2001     | 2014     | 2015     | 2016     |
| -------- | -------- | -------- | -------- | -------- | -------- | -------- |
| 62 142   | ↗89 654  | ↗91 535  | ↘84 627  | ↗103 424 | ↗105 398 | ↗111 101 |
| 2017     | 2018     | 2019     | 2020     | 2021     |          |          |
| ↗114 757 | ↗117 459 | ↗118 730 | ↗119 507 | ↗146 872 |          |          |

По оценке на 1 января 2017 года численность постоянного населения района составила 114 757 человек, из которых городского населения — 102 213 человек или 89,1 %, сельское население — 12 544 человека или 10,9 %.
По итогам переписи населения в Крымском федеральном округе по состоянию на 14 октября 2014 года численность постоянного населения района (суммарно в рамках Нахимовского, Андреевского, Качинского, Верхнесадовского муниципальных округов) составила 103 424 человека (в том числе городское — 90 975 жителей или 88,0 %). Площадь района (суммарно в рамках Нахимовского, Андреевского, Качинского, Верхнесадовского муниципальных округов) — 267,7 км².
По оценке на 1 марта 2014 года постоянное население составило 105177 человек, наличное —  105352 человека, в том числе в посёлке городского типа Кача — соответственно 5127 и 5124 человека На 1 июля 2014 года постоянное население района составило 105183 человека.
По данным переписи 2001 года в районе проживало 102500 человек, в том числе 84000 человек в городской черте и 18500 человек в сельской местности (2001). Площадь района тогда составляла 233 км², в том числе 116 км² в городской части и 117 км² в сельской.

## Состав района
В состав района входят Корабельная и Северная стороны (как городские кварталы) города Севастополя, посёлок городского типа Кача, а также сельская территория с населёнными пунктами.
Всего на территории Нахимовского района (помимо городских кварталов Севастополя) расположено 14 населённых пунктов, включая 1 городской населённый пункт (посёлок Кача) и 13 сельских населённых пунктов (12 сёл и 1 посёлок):
В рамках организации местного самоуправления, на территории района организованы 4 внутригородских муниципальных образования: Нахимовский, Андреевский, Качинский и Верхнесадовский муниципальные округа.
| №     | Название населённого пункта                  | Прежнее название нп | Тип нп  | Население | Внутригородское муниципальное образование |
| ----- | -------------------------------------------- | ------------------- | ------- | --------- | ----------------------------------------- |
| 1e-06 | Севастополь (Корабельная и Северная стороны) |                     |         | ↗123 336  | Нахимовский муниципальный округ           |
| 1     | Андреевка                                    | (Аклеиз)            | село    | ↘1498     | Андреевский муниципальный округ           |
| 2     | Солнечный                                    |                     | посёлок | ↘1718     | Андреевский муниципальный округ           |
| 3     | Верхнесадовое                                | (Дуванкой)          | село    | ↗3200     | Верхнесадовский муниципальный округ       |
| 4     | Дальнее                                      | (Камышлы)           | село    | ↘498      | Верхнесадовский муниципальный округ       |
| 5     | Камышлы                                      |                     | село    | ↗60       | Верхнесадовский муниципальный округ       |
| 6     | Пироговка                                    | (Аджикой)           | село    | ↘324      | Верхнесадовский муниципальный округ       |
| 7     | Поворотное                                   |                     | село    | ↗249      | Верхнесадовский муниципальный округ       |
| 8     | Фронтовое                                    | (Отаркой)           | село    | ↗1006     | Верхнесадовский муниципальный округ       |
| 9     | Фруктовое                                    | (Бельбек)           | село    | ↗744      | Верхнесадовский муниципальный округ       |
| 10    | Кача                                         |                     | посёлок | ↗6233     | Качинский муниципальный округ             |
| 11    | Вишнёвое                                     | (Эски-Эли)          | село    | ↘747      | Качинский муниципальный округ             |
| 12    | Орловка                                      | (Мамашай)           | село    | ↘847      | Качинский муниципальный округ             |
| 13    | Осипенко                                     |                     | село    | ↘476      | Качинский муниципальный округ             |
| 14    | Полюшко                                      |                     | село    | ↗1951     | Качинский муниципальный округ             |

17 июля 2020 года Верховная рада Украины приняла постановление о новой сети районов в стране, которым предполагалось вывести территорию Севастопольского городского совета, кроме городской застройки самого Севастополя и Балаклавы, включая бо́льшую часть Нахимовского района (в частности, Качинский поселковый и Андреевский и Верхнесадовский сельские советы, подчинённые Севастопольскому горсовету), и включить её в состав Бахчисарайского района Автономной Республики Крым, однако это решение не вступало в силу до «возвращения Крыма под общую юрисдикцию Украины». 9 сентября 2023 года, несмотря на отсутствие контроля над полуостровом, вступили в силу поправки, которые ввели в действие данное постановление в отношении Крыма.